# 27 Ursae Majoris
27 Ursae Majoris är en orange jätte i stjärnbilden Stora björnen. Stjärnan har visuell magnitud +5,14 och är väl synlig för blotta ögat vid god seeing.